# Stor-Fisket
Stor-Fisket is een eiland in de Zweedse Kalixrivier. Het sikkelvormige ligt midden in de rivier en heeft geen oeververbinding. Het eiland heeft een oppervlakte van ongeveer 6 hectare.